# Нуэво-Хуан-дель-Грихальва
Нуэво-Хуан-дель-Грихальва (исп. Nuevo Juan del Grijalva) — посёлок в Мексике, штат Чьяпас, входит в состав муниципалитета Остуакан. Численность населения, по данным переписи 2020 года, составила 1589 человек.

## Общие сведения
Поселение было основано 17 сентября 2009 года для переселения людей, пострадавших от наводнения 2007 года.
Поселение получило название одного из разрушенных населённых пунктов — Juan del Grijalva с приставкой Nuevo — новый.